# Peritektik
Peritektik je zlitina, definirana s predpisano ravnotežno sestavo elementov. Točko, v kateri so vse tri faze v ravnotežju, pa se imenuje točka peritektika oz. peritektična točka. To je invariantna točka, v kateri se kljub dovajanju energije, ohranja enaka temperatura in to na račun porabe energije za kristalografska transformacijo. Točko najlepše vidimo na faznih diagramih. Poleg kovinskih zlitin obstaja mnogo peritektikov tudi pri keramiki.